# Dodekahedral molekylær geometri
I kemi er dodekahedral molekylær geometri beskriver et molekyle eller kompleks med ét centralt atom med otte atomer eller ligander, der er placeret omkring det centrale atom i en trigondodekaeder-form. Formen har en D2d symmetri og en af de tre almindelige former for oktakoordineret overgangsmetal-komplekser sammen med kvadratiske antiprisme og bicapped trigonal prisme.
Et eksempel på dodekahedral molekylær geometri er Mo(CN)4−8 ion.